# Märe
De Märe is een berg gelegen in de Berner Alpen in Zwitserland. Hij heeft een hoogte van 2087 m. De berg ligt op de grens van de kantons Bern en Fribourg.